# ماري لوسون
ماري لوسون (بالإنجليزية: Mary Lawson)‏ (1946، أونتاريو في كندا)؛ كاتِبة وروائية كندية. درست في جامعة مكغيل.